# Мусієнко Петро Кирилович
Петро Кирилович Мусієнко (11 лютого 1923, село Шевченкове, тепер Конотопського району Сумської області — 2008, місто Київ) — український радянський партійний діяч, голова Комісії в справах колишніх партизанів Великої Вітчизняної війни 1941—1945 років при Президії Верховної Ради України. Член ЦК КПУ в 1976—1990 р. Депутат Верховної Ради УРСР 9—11-го скликань.

## Біографія
Народився в родині службовця. У 1940—1941 роках — старший піонервожатий Холминської середньої школи Сумської області, студент Чернігівського педагогічного інституту.
У вересні 1941 — жовтні 1943 року — боєць-кулеметник, політкерівник взводу партизанського загону імені Сталіна з'єднання чернігівських партизанів. Учасник німецько-радянської війни.
У жовтні 1943 — 1944 року — 1-й секретар Любецького районного комітету ЛКСМУ Чернігівської області.
У 1944—1948 роках — 1-й секретар Козинського районного комітету ЛКСМУ Ровенської області; 1-й секретар Ровенського міського комітету ЛКСМУ Ровенської області.
Член ВКП(б) з 1946 року.
У 1950 році закінчив Львівську партійну школу.
У 1950 році — секретар Ровенського міського комітету КП(б)У.
У 1950 — травні 1954 роках — інструктор, у травні — липні 1954 року — заступник завідувача відділу партійних, профспілкових і комсомольських органів ЦК КПУ. У липні 1954—1963 роках — заступник завідувача відділу партійних органів ЦК КПУ.
У 1955 році закінчив заочно Київський державний педагогічний інститут імені Горького.
У 1963—1972 роках — завідувач відділу організаційної роботи Комітету партійно-державного контролю ЦК КПУ і РМ УРСР; завідувач відділу організаційної роботи Комітету народного контролю Української РСР; завідувач відділу з питань роботи Рад Президії Верховної Ради Української РСР.
У 1972—1989 роках — завідувач загального відділу ЦК КПУ.
У 1989—1997 роках — голова Комісії в справах колишніх партизанів Великої Вітчизняної війни 1941–1945 років при Президії Верховної Ради Української РСР.
З 1997 року — член Комісії в справах колишніх партизанів Великої Вітчизняної війни 1941–1945 років при Президії Верховної Ради України.

## Нагороди
- орден Жовтневої Революції
- три ордени Трудового Червоного Прапора (26.02.1958,)
- орден Дружби народів
- орден Червоного Прапора
- орден Вітчизняної Війни 1-го ст.(6.04.1985)
- орден Богдана Хмельницького ІІІ ст.(1997)
- медалі
- Почесна грамота Президії Верховної Ради Української РСР (9.02.1973)